# Pliva (fiume)
Il Pliva (in cirillico Плива) è un fiume della Bosnia che scorrendo attraverso la città di Jajce confluisce nel Vrbas formando delle cascate alte 20 metri per le quali la città di Jajce è famosa.
Le sorgenti del fiume si trovano nella Republika Srpska l'entità serba della Bosnia ed Erzegovina e finisce il suo percorso nella Federazione di Bosnia ed Erzegovina con le sue acque che confluiscono nel Vrbas.